# Michele Lastella
Michele Lastella (Cerignola, 10 giugno 1975) è un attore e regista italiano.

## Biografia
Si diploma nel 2003 all'Accademia nazionale d'arte drammatica e si dedica soprattutto al teatro, in cui nel 2005 debutta al teatro Eliseo di Roma, grazie a Giuseppe Patroni Griffi che lo preleva tra gli allievi dell'anno in corso dell'Accademia per lo spettacolo "Il giocatore" di Carlo Goldoni.
Torna sul piccolo schermo nel 2004, quando interpreta il cardiochirurgo Andrea Emiliani, protagonista maschile della miniserie tv Amanti e segreti, diretta da Gianni Lepre e trasmessa da Rai 1. Nel 2007 è protagonista del film L'ora di punta di Vincenzo Marra, presentato al 64º Festival di Venezia.
Nel 2009 debutta alla regia teatrale in Anime: Game Over, che investiga la fragilità relazionale dell'uomo contemporaneo.

## Teatrografia
- Tosca di Giacomo Puccini, regia di Nucci Ladogana (2001)
- Abusivi di Marcello Colopi, regia di Stefano Tatullo (2001)
- No al fascismo, regia di Mario Ferrero (2002)
- Scenari del '900, regia di Mario Ferrero (2003)
- Il giuocatore di Carlo Goldoni, regia di Giuseppe Patroni Griffi (2004)
- Il mercante di Venezia di William Shakespeare, regia di Nucci Ladogana (2005)
- Eleven the Musical, regia di Michele Santeramo (2006)
- Anime Game Over, regia di Michele Lastella (2009)

## Filmografia

### Cinema
- Maskera, regia di Francesco De Lorenzo (2005)
- Tu chiamala musica!, regia di Michele Lastella (2005) - Mediometraggio
- Eccezzziunale veramente - Capitolo secondo... me, regia di Carlo Vanzina (2006)
- L'ora di punta, regia di Vincenzo Marra (2007)
- Ex - Amici come prima!, regia di Carlo Vanzina (2011)

### Televisione
- Questa casa non è un albergo, regia di Pier Belloni, Elisabetta Marchetti e Raffaele Mertes (2000)
- Amanti e segreti, regia di Gianni Lepre (2004)
- Ho sposato uno sbirro 2, regia di Andrea Barzini (2010)
- Un posto al sole, regia di Donatella Maiorca (2010)
- Una pallottola nel cuore, regia di Luca Manfredi (2014)